# Comtat de Nogent
El comtat de Nogent fou una jurisdicció feudal del ducat de Normandia, creada per Ricard II de Normandia el 965 i confiada al seu cabdill militar Rotrou amb títol de comte. Rotrou va morir el 996 o poc després i encara que tenia un fill de nom Burcard, aquest segurament el va premorir, ja que no el va succeir. La filla Melisenda es va casar amb Folc (Fulcois) senyor o comte de Mortagne que va esdevenir així comte de Nogent. El fill comú Jofre II va heretar el 1003 el vescomtat de Chateaudun i els comtats de Nogent i Mortagne. Aquestos dos darrers van esdevenir el 1090 el comtat de Perche.

## Comtes de Nogent
- Rotrou I 965-999
- Melisenda 999-?
- Folc o Fulcois 999-abans del 1003
- Jofre I de Chateaudun 1003-1040
- Hug I 1040-1044
- Routrou II 1044-1080
- Jofre II 1080-1090, amb la unió del comtat de Mortagne i el comtat de Nogent, agafa el títol de comte de Perche el 1090